# Anneliese Egger
Anneliese Egger, auch Anneliese Romanelli-Egger, (* 26. September 1930 in Zürich) ist eine Schweizer Schauspielerin.

## Leben

### Kindheit und Jugendzeit
Anneliese Egger wurde in Zürich geboren. Ihr Vater Hans Egger war ein gebürtiger Berner und arbeitete als Ingenieur bei der Firma Escher Wyss AG. Ihre Mutter Irma Bayer stammte aus Schaffhausen. Sie arbeitete im Kleidergeschäft Grieder am Paradeplatz in Zürich. Im Jahre 1932 übersiedelten sie nach Bern, da der Vater dort eine Berufsanstellung bekam. Die Familie Egger wohnte an der Zinggstrasse, welche zum Quartier Kirchenfeld gehört und in der Nähe des Tierpark Dählhölzli liegt. Egger besuchte von 1936 bis 1940 die Primarschule, später dann die Mädchen-Sekundarschule Montbijou und die Laubegg-Sekundarschule.
Anneliese Egger übte früh zusammen mit ihrem Bruder Kurt (* 1931) Zirkusvorstellungen zu Hause; in der Schule liebte sie die Dramaturgie im Aufsagen von Gedichten und Balladen. Ohne Wissen ihrer Eltern trat sie schon als 14-Jährige in der Statisterie des Stadttheaters Bern auf. Der Schauspieler und Regisseur Fritz Kortner bestärkte sie in ihrem Entschluss, Schauspielerin zu werden. Auf Wunsch ihres Vaters absolvierte Egger zunächst eine „richtige Ausbildung“. 1950 schloss sie die Handelsschule mit dem Handelsdiplom ab. Anschliessend arbeitete sie zunächst als Sekretärin bei einer grossen Versicherungsgesellschaft in Bern.

### Ausbildung
Egger besuchte zunächst privat Schauspielkurse im Abendunterricht bei Margarethe Schell. An der Universität Bern besuchte sie Vorlesungen in Theaterwissenschaft. Bei der Studentenbühne im Kellertheater Bern spielte sie in vielen modernen Theaterstücken mit. Ihre Schauspielausbildung erhielt sie in einer dreijährigen Vollzeitausbildung am Konservatorium der Stadt Bern bei Margarethe Schell; die Ausbildung finanzierte Egger durch einen Bürojob im Atelier-Theater Bern. 

### Filmrollen
Durch eine Kollegin am Atelier-Theater, Linda Geiser, lernte sie den Regisseur Franz Schnyder kennen. Schnyder verpflichtete Egger für ihre erste Filmrolle in dem Schweizer Heimatfilm Uli der Knecht (1954). Egger spielte eine eifersüchtige Magd, die in ein Gülleloch fällt. Nach Eggers Aussagen war ihre Rolle zuerst Margrit Rainer angeboten worden, aber Rainer wollte die Rolle der schmutzigen Magd nicht annehmen. Bis 1961 wirkte Egger in einigen weiteren Filmen mit, meist unter der Regie von Franz Schnyder. In Schnyders Film Die Käserei in der Vehfreude (1958) hatte sie die Rolle der Sophie. Sie verkörperte, an der Seite von Max Haufler, die Ehefrau des geschäftstüchtigen Egli Hannes, des Sekretärs des Gemeindeamtmanns. In dem Schweizer Spielfilm Demokrat Läppli (1961) spielte sie die Rolle der Frau Boller, die Ehefrau des Grundstückspekulanten und Gemeindepräsidenten Boller. In Franz Schnyders letztem Kinofilm Die sechs Kummerbuben stand Egger, nach mehrjähriger Leinwandpause aus privaten Gründen, noch einmal vor der Kamera. Sie verkörpte Frau Lüthi, die Ehefrau des berechnenden und bösen Gemeindepräsidenten Hannes Lüthi.

### Theater und Hörspiele
1955 legte Anneliese Egger in Zürich die Eidgenössische Prüfung für Schauspiel mit Diplom und Auszeichnung ab. Nach einem Vorsprechen (u. a. mit der Liebeszene aus Helden von Bernard Shaw) wurde sie von dem damaligen Schauspielhausdirektor Oskar Wälterlin 1955 mit einem Dreijahresvertrag an das Schauspielhaus Zürich engagiert. Von 1955 bis 1958 gehörte Egger zum festen Ensemble des Schauspielhauses Zürich. In der Spielzeit 1955/1956 spielte sie am Schauspielhaus Zürich die Postmeisterin in Goethes Trauerspiel Stella. Mit Fred Tanner (als Kraler) spielte sie in der Spielzeit 1956/1957 in einer Bühnenfassung von Das Tagebuch der Anne Frank von Frances Goodrich und Albert Hackett die Rolle von Anne Franks Helferin Miep Gies. Zwischenzeitlich hatte sie noch Gastengagements Stadttheater Basel und am Stadttheater Heidelberg (Spielzeit 1960/1961). Ein darauffolgendes Engagement für 1962 in Berlin konnte Egger aus privaten Gründen nicht antreten, da sich der Gesundheitszustand ihrer Mutter in Bern verschlechtert hatte. 
Egger wirkte auch in Hörspielen mit, so 1961 beim SDR Heidelberg in der Hörspielproduktion des Theaterstücks Jacobowsky und der Oberst von Franz Werfel; ihre Partner waren Ernst Ginsberg, Alexander Kerst und Gustl Halenke.

### Privates
1962 heiratete Egger den Ingenieur Mario Romanelli, der damals für die BBC arbeitete; ihr Ehename war fortan Romanelli-Egger. Aus der Ehe ging ein gemeinsamer Sohn, Marco, hervor. Romanelli-Egger begleitete ihren Gatten bei der Inbetriebnahme und Montage verschiedener Bauten nach Brasilien, Mexiko, Persien und Spanien, wo sie oftmals längere Zeitabschnitte verbrachten. 1970 liess sich Anneliese Romanelli-Egger dauerhaft in ihrem mit ihrem Ehemann gemeinsam erworbenen Eigenheim in Würenlos nieder.

### Regiearbeiten
Im Jahre 1980 begann Eggers Arbeit als Theaterregisseurin mit dem Kulturkreis Würenlos. Unter dem Namen Anneliese Romanelli führte sie insg. sechs Theaterstücke in der Alten Kirche auf. Sie wurde von verschiedenen Veranstaltern in der Region angefragt und als Regisseurin verpflichtet, u. a. für Theateraufführungen in Würenlos, Windisch und Untersiggenthal. In Kursen und Seminare gab sie ihre Erfahrungen als Schauspielerin auch an Laienschauspieler weiter.

## Filmografie
- 1954: Uli der Knecht
- 1957: Die Angst vor der Gewalt (Der 10. Mai)
- 1958: Die Käserei in der Vehfreude
- 1958: Es geschah am hellichten Tag mit Heinz Rühmann
- 1959: Hast noch der Söhne ja …?
- 1960: Wenn d'Fraue wähle
- 1960: Anne Bäbi Jowäger – I. Teil: Wie Jakobli zu einer Frau kommt
- 1961: Anne Bäbi Jowäger – II. Teil: Jakobli und Meyeli
- 1961: Demokrat Läppli
- 1968: Die sechs Kummerbuben